# Madridderbyt
Madridderbyt (spanska: El Derbi Madrileño), är beteckningen på fotbollsmatcherna mellan de spanska Madrid-lagen Atlético Madrid och Real Madrid. Den första matchen mellan lagen ägde rum den 2 december 1906.